# 寅ヤス
寅ヤス（とらヤス）は、日本の漫画家。男性。愛知県出身。トライデントデザイン専門学校卒業。
現在『週刊ヤングジャンプ』にて2011年32号より連載していた4コマ漫画『サイクロプス少女さいぷ〜』が2014年43号にて連載終了し、次回作構想中。

## 来歴
愛知県生まれで愛知県在住。『月刊ヤングジャンプ』2009年12月号掲載の「桃色にっぽん」でデビュー。数度の読切掲載の後、『週刊ヤングジャンプ』にて『サイクロプス少女さいぷ〜』を2011年32号から2014年43号まで連載。

## 作品

### 連載
- サイクロプス少女さいぷ〜（週刊ヤングジャンプ、2011年32号 - 2014年43号）

### 読み切り
- 桃色にっぽん（『月刊ヤングジャンプ』 2009年12月号、デビュー作）
- サイクロプス少女さいぷ〜（『週刊ヤングジャンプ』 2010年51・52号）
- サイクロプス少女さいぷ〜（『週刊ヤングジャンプ』 2011年4・5号）
- サイクロプス少女さいぷ〜（『週刊ヤングジャンプ』 2011年14 - 17号）
- まんがっ娘（『週刊ヤングジャンプ』 2014年49号）
- 純粋エレクトリック（『週刊ヤングジャンプ』 2015年12号）

## その他
中学時代から東海ラジオ放送『宮地佑紀生の聞いてみや〜ち』のリスナーである。

## 師匠
- 林佑樹[4]